# Flughafen Iejima

i8
i11
i13
Der Flughafen Iejima (japanisch 伊江島空港 Iejima Kūkō, IATA-Code: IEJ, ICAO-Code: RORE) ist ein kleiner Verkehrsflughafen des Dorfes Ie in Japan. Der Flughafen liegt etwa 3 Kilometer westlich vom Ortszentrum Ie mittig auf der Insel Ie in der Präfektur Okinawa. Von hier gibt es derzeit (2009) nur Inlandsverbindungen. Der Flughafen Iejima gilt nach der japanischen Gesetzgebung als Flughafen 3. Klasse. Die Startbahn des Flughafens war im Zweiten Weltkrieg Teil eines Luftwaffenstützpunktes.